# ماري هوارد
ماري هوارد (بالإنجليزية: Mary Howard)‏‏ (27 ديسمبر 1907 في لندن - 2 مارس 1991 ) روائية، وكاتِبة من المملكة المتحدة.